# Jelšovec (okres Lučenec)
Jelšovec je obec v okrese Lučenec v Banskobystrickém kraji na Slovensku.  Leží v západní části Lučenské kotliny přibližně 11 km jihozápadně od okresního města. Žije zde 331 obyvatel.
První písemná zmínka o obci pochází z roku 1573. V obci se nachází jednolodní neoklasicistní římskokatolický kostel Panny Marie Královny z roku 1907.